# Das Mordbüro
Das Mordbüro (englisch: The Assassination Bureau, Ltd) ist ein von Jack London um 1910 begonnener und von Robert L. Fish vollendeter Thriller mit satirischen Elementen aus dem Jahre 1963.

## Handlung
Der Millionärsozialist Winter Hall untersucht den angeblichen Selbstmord eines Freundes. Dabei kommt er dem Mordbüro auf die Spur, das für einige Morde in den USA in der letzten Zeit verantwortlich zu sein scheint. Er nimmt Kontakt zu Iwan Dragomiloff, dem Chef dieser Organisation, auf und erfährt die Geschäftsbedingungen: Gegen Vorkasse wird das Mordbüro jeden Menschen innerhalb eines Jahres ermorden, ansonsten erhält der Auftraggeber sein Geld zurück. Einzige Bedingung: Das Mordopfer muss erwiesenermaßen ein Schädling der Gesellschaft sein.
Winter Hall nennt als Namen des Mannes, den er ermorden lassen will, Iwan Dragomiloff.
Dieser nimmt, nachdem ihn Hall in einer langen philosophischen Diskussion davon überzeugt hat, dass die Morde des Mordbüros selbst schädlich für die Gesellschaft sind, den Mordauftrag gegen sich selbst im Namen des Mordbüros an. In Anwesenheit Halls erteilt Dragomiloff einem Angestellten den Befehl, den Chef des Mordbüros zu ermorden.
Eine Menschenjagd quer durch die USA beginnt. Dabei liquidiert Dragomiloff die Ortsgruppen Chicago, St. Louis und Denver fast vollständig. 
Winter Hall war mit der Absicht ausgezogen, dem Mordbüro auf die Spur zu kommen und es zu vernichten, aber dabei hatte er sich in die Tochter des Organisators des Büros verliebt, war Stellvertreter auf Zeit geworden und wurde nun von der  Polizei gesucht wegen Mordes an einem der Mitglieder, das der Chef des Büros getötet hatte. In San Francisco kommt es zum kurzfristigen Waffenstillstand, in welchem Hall und Dragomiloffs Tochter versuchen das Blutvergießen zu beenden. Aber sowohl Dragomiloff als auch die überlebenden Mitglieder des Mordbüros lehnen dies aus moralischen Gründen ab. Dragomiloff flieht nach Hawaii und lockt seine Verfolger vor Oʻahu in einen Strudel, in dem sie ertrinken. Kurz vor Ablauf der Jahresfrist paddelt Dragomiloff mit einem Kanu in denselben Strudel.

## Verfilmung
Der Roman wurde 1969 unter dem Titel The Assassination Bureau (dt. Mörder GmbH) von Basil Dearden mit Oliver Reed, Diana Rigg, Curd Jürgens und Telly Savalas verfilmt. Die Schauplätze der Handlung wurden im Film nach Europa verlegt.

## Veröffentlichungen
- The Assassination Bureau, Ltd. McGraw-Hill, New York 1963, ISBN 0140186778 (Erstveröffentlichung)
- Das Mordbüro. Übersetzung Werner von Grünau. Kiepenheuer u. Witsch, Köln/Berlin 1971, ISBN 3-462-00797-1 (deutsche Erstveröffentlichung)
- Das Mordbüro. Rowohlt, Hamburg 1973, ISBN 3-499-11615-4 (erste deutsche Taschenbuchausgabe)
- Mord auf Bestellung. Übersetzung Eike Schönfeld. Manesse Verlag, Zürich 2016, ISBN 978-3-7175-2426-7 (mit einem Nachwort von Freddy Langer)